# 名立町
名立町（なだちまち）は、新潟県の南西にある西頸城郡の東端に位置していた町。上越市への通勤率は25.2%（平成12年国勢調査）。2005年1月1日に上越市に編入し、町域は地域自治区「名立区」となった。

## 地理
- 山: 不動山、大毛無山、三峰山、
- 河川: 名立川
- 湖沼:

### 隣接していた自治体
東から時計回り順に
- 上越市
- 新井市
- 中頸城郡中郷村
- 中頸城郡妙高村
- 西頸城郡能生町

## 歴史
- 1751年（寛延4年） - 地震による地すべりで406人が死亡。（名立崩れ）
- 1889年（明治22年）4月1日 - 町村制施行に伴い、西頸城郡名立小泊村、名立大町村、坪山村、赤ノ俣村が合併し名立町が発足。
- 1949年（昭和24年）3月30日 - 海岸に機雷が漂着し、駐在の巡査が沖に流そうとしていたところ爆発した。見物していた小中学生を中心に63人が死亡、36人が負傷。付近の100戸が損壊した。（名立機雷爆発事件）[1]
- 1955年（昭和30年）11月1日 - 西頸城郡名立村と合併し名立町を新設。
- 2005年（平成17年）1月1日 - 上越市に編入。

## 行政
- 町長：塚田隆敏（1988年12月14日から）

## 姉妹都市・提携都市

### 国内
- 長野県東御市（旧 長野県北佐久郡北御牧村）
友好親善市町村

## 地域

### 教育
- 名立小学校
- 宝田小学校
- 名立中学校

## 交通

### 鉄道路線
- 北陸本線
  - 名立駅

### 道路
高速道路
町内にあるインターチェンジ：なし、ただし隣の上越市に北陸自動車道名立谷浜インターチェンジ（車で約5分）がある
一般国道：国道8号

## 名所・旧跡・観光スポット・祭事・催事
- シーサイドパーク名立
- うみてらす名立
- 花立温泉「ろばた館」
- 岩屋堂観音堂
- 雁田神社